# Villea, Berezne
Villea (în ucraineană Вілля) este un sat în așezarea urbană Sosnove din raionul Berezne, regiunea Rivne, Ucraina.

## Demografie
Componența lingvistică a localității Villea
     Ucraineană (100%)
Conform recensământului din 2001, toată populația localității Villea era vorbitoare de ucraineană (100%).